# تائوباش-بادراکوو
تائوباش-بادراکوو (انگلیسی: Taubash-Badrakovo) یک شهرک در شهرستان دیورتیورلینسکی در استان باشقیرستان کشور روسیه است.